# Communications Act

Le Communications Act est une loi fédérale américaine approuvée le 19 juin 1934 par le congrès. La loi a notamment remplacé l'ancienne Federal Radio Commission par la Federal Communications Commission (FCC). De plus, la loi a également délégué la régulation des communications téléphoniques entre les différents États qui était à la charge de l'Interstate Commerce Commission à la FCC. Le 3 janvier 1996, certaines clauses du texte de loi ont été annulées par le Telecommunications Act, ce qui constitua le premier changement majeur en matière de télécommunications depuis plus de 62 ans.